# 장유경 (가수)
장유경은 대한민국의 가수다. 2017년 싱글 《Love Letter》로 데뷔했다.

## 방송
- 제28회 CBS 크리스천 뮤직 페스티벌 (2017) - 은상

## 음반
- 제 27회 유재하 음악경연대회 (2016)
- Love Letter (2017)
- 제28회 CBS 크리스천뮤직페스티벌 (2018)
- 언젠가 우리 (2018)

## 작곡
- Dreamtree Village <꿈 여행> (2017)

## 피처링
- 김철연 <자자> (2018)

## 수상
- 유재하 음악경연대회 장려상 (2016)